# Стручок

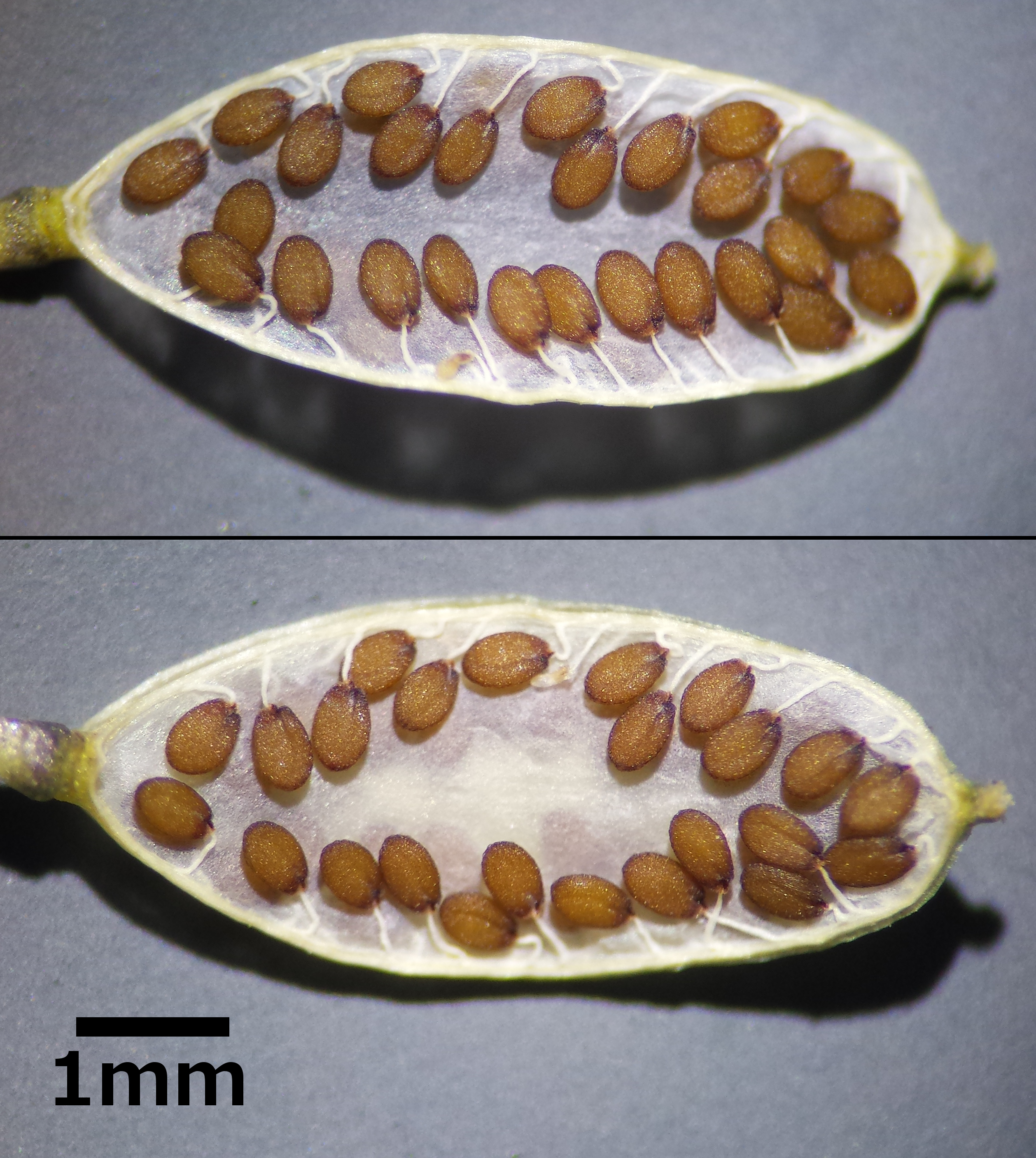
Вскрытый стручок крупки. Видно перепонку и семена.

Стручо́к (лат. siliqua) — сухой паракарпный плод, образующийся из 2 плодолистиков и имеющий двустворчатую оболочку и внутреннюю перепонку. При созревании створки оболочки обычно опадают.
Если отношение длины стручка к ширине не превышает 2—3, он называется стручочком (лат. silicula).

## Образование плода
Стручок образуется из завязи, состоящей из двух сросшихся краями плодолистиков (отличие от очень похожего на стручок плода — боба, образующегося из завязи об одном плодолистике).

## Вскрытие плода
Вскрываются стручки снизу вверх, двумя створками, так как по спинному и брюшному шву каждой створки появляются продольно-кольцевые трещины; когда створки обособляются, то их края с семенами остаются в виде «рамки» (лат. replum), на которой натянута обычно тонкая плёнчатая перепонка, служившая перегородкой между двумя гнёздами завязи. Семена остаются на плаценте, окружающей перегородку.

## Распространённость
Стручок и стручочек встречаются обыкновенно в семействе Капустные. С некоторыми оговорками стручками (или стручковидными коробочками) можно назвать плоды растений семейства Клеомовые.
Стручки связаны постепенными переходами с паракарпными стручковидными коробочками семейства Каперсовые.
Плоские, обычно молодые и недозревшие плоды гороха часто называют лопатками или стручками, однако с ботанической точки зрения они являются бобами, а не стручками.